# Graphium fructicola
Graphium fructicola är en lavart som beskrevs av Marchal & É.J. Marchal 1921. Graphium fructicola ingår i släktet Graphium och familjen Microascaceae.   Inga underarter finns listade i Catalogue of Life.